# Ermita de El Buen Jesús (Tijarafe)
La ermita de El Buen Jesús sita en el término municipal de Tijarafe, isla de La Palma, Canarias, España, se localiza en el Barrio de El Jesús, en un promontorio junto al Barranco del Jurado. 

## Arquitectura
Construida a partir de la segunda mitad del siglo XVI, tiene la advocación desde su edificación, al nombre de Jesús, colocándose ya entonces en su interior las imágenes del Niño Jesús y de Nuestra Señora de la Consolación. El inmueble está constituido por una nave rectangular, con puerta de entrada hacia poniente, a la que se adosa por la derecha un pequeño rectángulo que sirve de sacristía. La nave carece de ventanas e iluminación, no posee coro, ni balcón sobre la puerta de la entrada como es habitual en esta tipología de edificaciones, y lleva cubierta de cuatro aguas con sencillos adornos de canes, lacería, etc. Sobre la puerta de entrada lleva espadaña con una campana. Esta edificación sencilla pero sobria deja traslucir el carácter humilde y pobre de los habitantes que antaño poblaban esta jurisdicción.